# وينستون أكتوبر
وينستون أكتوبر (من مواليد 12 يوليو 1976) هو مدرب الاستقبال الواسع في جامعته الأم، ريتشموند . لقد كان سابقًا مدربًا لأجهزة الاستقبال على نطاق واسع ومنسق ألعاب التمرير لفريق الكس ادمونتون من الدوري الكندي لكرة القدم (CFL). إنه ظهير دفاعي سابق لكرة القدم الكندية ولعب ستة مواسم في دوري كرة القدم الكندية مع فريق مونتريال ألويت والإسكيمو. لعب كرة القدم الجامعية في جامعة ريتشموند وحضر مدرسة جار فيلد الثانوية العليا في وودبريدج، فيرجينيا .  وكان أيضًا عضوًا في واشينطون فيرجينيا من الرابطة الوطنية لكرة القدم الامريكية .

### ادمونتون إلكس
، تم الإعلان عن انضمام أكتوبر إلى فريق في 15 حانفي 2020 Edmonton Elks كمدرب استقبال الفريق ومنسق تمريرات اللعبة. 

### العناكب ريتشموند
انضم قي جانقي 2022 أكتوبر إلى فريق العمل في مدرسته الأم، ريتشموند ، كمدرب الاستقبال الواسع. 

## روابط خارجية
- السيرة الذاتية لتدريب إدمونتون إسكيموس نسخة محفوظة 2020-08-05 على موقع واي باك مشين. </link>
- احصائيات رياضية فقط